# ROKS Gwangmyeong
Le ROKS Gwangmyeong (PCC-782) est une corvette de classe Pohang de la marine de la république de Corée

## Conception
La classe Pohang est une série de corvettes construites par différentes entreprises de construction navale sud-coréennes. La classe se compose de 24 navires et certains, après leur déclassement, ont été vendus ou donnés à d'autres pays. Il existe cinq types différents dans la classe, du lot II au lot VI.

## Historique
Le ROKS Gwangmyeong (PCC-782) a été construit par Hanjin Heavy Industries et lancé le 27 octobre 1989. Le navire a été mis en service le 9 juillet 1990.
Le ROKS Gwangmyeong a participé en octobre 2017 à l’exercice de la Force d’opérations spéciales de contre-attaque maritime (MCSOFEX), un entraînement bilatéral entre la marine américaine et la marine de la république de Corée (ROKN). Cet exercice, qui s’est déroulé dans les eaux à l’est de la péninsule coréenne, vise à accroître la disponibilité opérationnelle des forces américaines et de la ROKN et à maintenir la stabilité dans la péninsule coréenne. Du côté américain, il y avait le porte-avions USS Ronald Reagan (CVN-76), le navire amiral du Carrier Strike Group 5, et le destroyer de classe Arleigh Burke USS Stethem (DDG-63). La marine de la république de Corée a déployé les ROKS Sejong le Grand (DDG-991), ROKS Munmu le Grand (DDH-976), ROKS Yang Man-chun (DDH-973), ROKS Kang Won (DD-922), ROKS Andong (PCC-771), ROKS Sokcho (PCC-778) et ROKS Gwangmyeong.